# Фукс, Роберт
Ро́берт Фукс (нем. Robert Fuchs; 15 февраля 1847, Фрауэнталь-ан-дер-Ласниц — 19 февраля 1927, Вена) — австрийский композитор и музыкальный педагог. Брат Иоганна Непомука Фукса.

## Биография
Он родился во Фрауентале, Австрия в 1847 году. Окончил Венскую консерваторию, где учился, в частности, у Отто Дессоффа и Йозефа Хельмесбергера. Затем преподавал там же, в 1875—1912 годах профессор теории музыки; учениками Фукса были Густав Малер, Хуго Вольф, Ян Сибелиус, Александр фон Цемлинский, Эрих Корнгольд, Роберт Лах, Джордже Энеску, Ристо Савин, Благое Берса и многие другие. В 1894—1905 годах одновременно органист императорской капеллы.
Он был младшим братом Иоганна Непомука Фукса, который также был композитором и оперным дирижером.
Камерные сочинения Фукса весьма многочисленны: четыре струнных и два фортепианных квартета, шесть скрипичных сонат, множество фортепианных пьес. Среди его симфонических произведений наибольшей известностью пользовались пять серенад для струнного оркестра и фортепианный концерт, он написал также три симфонии (помимо ранней студенческой и поздней неоконченной) и две оперы. Популярность его серенад была настолько велика, что Фукс получил прозвище «Серенаден-Фукс». Серенады были записаны Кёльнским камерным оркестром под управлением Кристиана Людвига для Наксос.
В 1881 году Фукс стал лауреатом Бетховенского конкурса, причём жюри в составе Иоганнеса Брамса, Ханса Рихтера, Карла Гольдмарка и Эдуарда Ганслика отдало ему предпочтение перед Густавом Малером, представившим на конкурс своё первое зрелое сочинение «Жалобная песнь».
Причина, по которой его произведения не стали более известными, заключалась в том, что он мало занимался их популяризацией, ведя тихую жизнь в Вене и отказываясь устраивать концерты, даже когда появлялась такая возможность. Конечно, у него были поклонники, в том числе Брамс, который почти никогда не хвалил произведения других композиторов. Но что касается Фукса, Брамс писал: «Фукс — великолепный музыкант, всё так прекрасно и так умело, настолько очаровательно изобретено, что всегда радует».
Именем Фукса в 1934 году была названа улица (нем. Robert-Fuchs-Gasse) в Вене.
Его правнучка — Катя Вайтценбёк, известная австрийская актриса театра и кино.